# Bezzia dessarti
Bezzia dessarti är en tvåvingeart som beskrevs av Haeselbarth 1980. Bezzia dessarti ingår i släktet Bezzia och familjen svidknott.
Artens utbredningsområde är Kongo. Inga underarter finns listade i Catalogue of Life.